# Nadeen L. Kaufman
Nadeen L. Kaufman, née en janvier 1945 à Brooklyn, est une enseignante et chercheure américaine en psychologie. Elle est connue pour ses travaux sur les troubles d'apprentissage.

## Biographie
Elle vit à Long Island et commence ses études universitaires à l'université Hofstra, où elle obtient une licence de sciences de l'éducation en 1965. Elle poursuit ses études à l'université Columbia où elle obtient un master en psychologie de l'éducation en 1972 et un master en éducation, pour des recherches concernant l'apprentissage de la lecture et les difficultés d'apprentissage (1975). Elle réalise dans cette même université une thèse doctorale en éducation (Ed.D.) en 1978.
Tout en exerçant en tant qu'enseignante auprès d'enfants qui ont des difficultés d'apprentissage, et comme psychologue scolaire, elle mène une carrière dans la recherche en psychologie de l'éducation. Elle participe notamment au développement et à la standardisation de l'échelle McCarthy et du WISC-R, avec Alan S. Kaufman et d'autres chercheurs en psychologie cognitive.
Elle participe à des plans de formation de psychologues scolaires et de psychologues cliniciens, et à la formation d'étudiants de master à l'université de Géorgie, au National College of Education d'Evanston, et dans d'autres universités ou centres de formation de Californie et d'Alabama. L'équipe de recherche qu'Alan et Nadeen Kaufman supervisent à l'université de Géorgie en 1978-1979, développe le premier test psychologique K-ABC et plusieurs autres tests (K-TEA/NU, K-BIT et leur mise à jour, KTEA-II et KBIT-2), puis d'autres tests destinés à d'autres populations (enfants d'âge pré-maternel, adultes, etc.).
Elle est l'une des 52 signataires de la tribune intitulée Mainstream Science on Intelligence, rédigée par Linda Gottfredson et publié le 13 décembre 1994 dans le Wall Street Journal, qui prend position dans les controverses qui suivent la publication de l'ouvrage The Bell Curve.
Elle travaille au Child Study Center de l'école de médecine de l'université Yale, avec Alan S. Kaufman, depuis 1997.

## Publications
- Black-white differences at ages 2 ½ - 8 ½ on the McCarthy scales of children's abilities, avec Alan S. Kaufman, Journal of School Psychology, Volume 11, Issue 3, 1973, p.196-206 DOI 10.1016/0022-4405(73)90025-3.
- Batterie pour l’examen psychologique de l’enfant, avec Alan S. Kaufman, Paris, ECPA (1re éd., 1983)
  - Manuel d’administration et de cotation
  - Manuel d’interprétation
- K.ABC. Pratique et fondements théoriques, La Pensée sauvage, 1995,  (ISBN 978-2859191016)[2].

## Vie privée
Elle est l'épouse d'Alan S. Kaufman, psychologue et professeur de psychologie à l'école de médecine de Yale, et collabore avec lui dans ses recherches.